# Георг Ріттер фон Генгль
Георг Генгль, з 29 жовтня 1918 року — Ріттер фон Генгль (нім. Georg Ritter von Hengl; 21 жовтня 1897 — 19 березня 1952) — німецький воєначальник і льотчик-ас, генерал гірсько-піхотних військ вермахту, оберштурмбаннфюрер СС. Кавалер Лицарського хреста Залізного хреста і Лицарського хреста Військового ордена Максиміліана Йозефа.

## Біографія
Першу світову війну зустрів 2 серпня 1914 року в резервному піхотному полку № 21 під Іпром.
В 1915 році був переведений на Східний фронт, в жовтні брав участь в операціях проти Сербії. Наступний рік застав Генгля під Верденом, де 23 березня його підвищили до офіцера, а потім відправлений до Росії. Генгль був переведений в авіацію тільки в 1918 року.
Він почав підготовку на спостерігача 23 лютого і по її завершенні служив в FA (A) 295b, літаючи з пілотом віцефельдфебелем Гансом Бауром. Вони удвох збили 6 літаків супротивника, а свою сьому перемогу свіжоспечений ас здобув вже з іншим пілотом. Під час битви на Ені Генгль і Баур були збиті за британською лінією фронту і взяті в полон, але незабаром були відбиті назад в результаті атаки вюртемберзького піхотного полку.
| № п/п | Дата           | Тип збитого літака | Район падіння | Частина переможця |
| 1.    | 17 липня 1918  | Spad               | ліс Куртон    | FA 295            |
| 2.    | 17 липня 1918  | Spad               | ліс Куртон    | FA 295            |
| 3.    | 20 серпня 1918 | Breguet XIV н/п    |               | FA 295            |
| 4.    | 5 жовтня 1918  | ворожий літак      |               | FA 295            |
| 5.    | 22 жовтня 1918 | Breguet XIV        | Баррикур      | FA 295            |
| 6.    | 24 жовтня 1918 | французький літак  |               | FA 295            |
| 7.    | 29 жовтня 1918 | Spad               |               | FA 295            |
| 8.    | 29 жовтня 1918 | Spad               |               | FA 295            |
| 9.    | 29 жовтня 1918 | Spad н/п           |               | FA 295            |

З 15 жовтня 1919 року служив у штабі територіальної оборони Баварії. 1 березня 1921 року перейшов на службу в поліцію. Переконаний нацист, пізніше став одним із найбільш фанатично налаштованих генералів вермахту. 1 липня 1934 року перевівся в частини посилення СС, 15 жовтня 1935 року — в сухопутні війська.
З 10 серпня 1939 року — командир 3-го батальйону 99-го гірського полку 1-ї гірської дивізії. Учасник Польської кампанії. З 1 квітня 1940 року — командир 137-го гірського полку 2-ї гірської дивізії. Учасник Норвезької кампанії, потім ніс окупаційну службу в окупованих районах СРСР, а також брав участь у боях на Східному фронті. З 2 березня 1942 року — командир своєї дивізії, з 23 жовтня 1943 по 21 квітня 1944 року — 19-го гірського корпусу в Лапландії. З 15 травня 1944 року — начальник штабу нацистського керівництва ОКГ, очолив тимчасово організовану службу партійного контролю за рішеннями і діями військових командирів. З 1 лютого 1945 року — командир 59-го армійського корпусу, проте через хворобу фактично не командував корпусом. 8 травня 1945 року взятий в полон англо-американськими військами. В 1947 році звільнений.

## Звання
- Унтерофіцер резерву (24 квітня 1915)
- Віцефельдфебель резерву (24 квітня 1915)
- Лейтенант резерву (27 березня 1918)
- Лейтенант поліції (1 березня 1921)
- Оберлейтенант поліції (19 грудня 1923)
- Гауптман поліції (1 червня 1931)
- Оберштурмбанфюрер СС (1 липня 1934)
- Гауптман (15 жовтня 1935)
- Майор (1 березня 1936)
- Оберстлейтенант (1 квітня 1939)
- Оберст (17 грудня 1941)
- Генерал-майор (1 квітня 1942)
- Генерал-лейтенант (21 січня 1943)
- Генерал гірсько-піхотних військ (1 січня 1944)

## Нагороди
- Залізний хрест
  - 2-го класу (8 травня 1915)
  - 1-го класу (1 серпня 1917)
- Орден «За заслуги» (Баварія) 4-го класу з мечами і короною
  - орден (27 серпня 1917)
  - орден з короною (вересень 1918)
- Нагрудний знак пілота-спостерігача (Пруссія) (4 червня 1918)
- Почесний кубок для переможця у повітряному бою (17 липня 1918)
- Військовий орден Максиміліана Йозефа, лицарський хрест (29 жовтня 1918)
- Королівський орден дому Гогенцоллернів, лицарський хрест з мечами
- Нагрудний знак «За поранення» в золоті
- Німецький імперський спортивний знак
  - в бронзі (3 вересня 1924)
  - в сріблі (5 січня 1929)
- Почесний хрест ветерана війни з мечами
- Медаль «За вислугу років у Вермахті»
  - 4-го, 3-го і 2-го класу (18 років; 2 жовтня 1936) — отримав 3 медалі одночасно.
  - 1-го класу (25 років)
- Знак керівника гірсько-піхотних частин (6 жовтня 1936)
- Пам'ятна Олімпійська медаль (20 квітня 1937)
- Медаль «У пам'ять 13 березня 1938 року»
- Застібка до Залізного хреста
  - 2-го класу (21 вересня 1939)
  - 1-го класу (29 вересня 1939)
- Лицарський хрест Залізного хреста (25 серпня 1941)
- Медаль «За зимову кампанію на Сході 1941/42»
- Орден Хреста Свободи 1-го класу з мечами (Фінляндія; 13 травня 1943)
- Німецький хрест в золоті (20 червня 1944).